# Alexandra Larsson (fotbollsspelare)
Alexandra Larsson, född den 8 juni 2006, är en svensk fotbollsspelare, som spelar som mittfältare, och som representerar BK Häcken FF.

## Biografi
Alexandra Larsson lämnade IFK Göteborg för damallsvenska BK Häcken FF år 2023. Hon har även representerat svenska damlandslaget på U17- och U19-nivån.